# Campeonato de Primera División B 1962 (Argentina)
El Campeonato de Primera División B 1962 fue la vigesimonovena temporada de la categoría, que era la segunda división del fútbol argentino. Esta temporada marcó la incorporación de San Telmo ascendido de la Primera Amateur, de Lanús y Los Andes, descendidos desde la Primera División.
El torneo entregó solo un ascenso, mientras que se dispuso que tres equipos perdieran la categoría. Dicho premio y castigo fueron para el primer equipo de la tabla de posiciones y los tres últimos de la tabla de descenso, para la cual fueron tenidas en cuenta las últimas tres temporadas.
El campeón y único ascendido fue Banfield que se consagró campeón con mucha anticipación, cuando todavía restaban cuatro fechas para terminar el torneo. Fue tanta la diferencia con sus perseguidores que finalizó el torneo con nueve puntos de ventaja respecto del segundo, además de tener el mejor ataque y la mejor defensa del campeonato. Así, el elenco del sur del Gran Buenos Aires retornó a la máxima categoría del fútbol argentino luego de disputar ocho temporadas consecutivas en la Segunda División.
Además, el torneo decretó el descenso de All Boys, de Almagro y de Excursionistas. Estos dos finalizaron en los dos últimos lugares tanto de la tabla de posiciones como de la tabla de descenso y perdieron la categoría, mientras que All Boys realizó una campaña mejor pero no logró evitar el descenso debido a su mal desempeño en las dos temporadas anteriores. De esta manera, el conjunto oriundo de Floresta y Excursionistas volvían a la Tercera División luego de doce temporadas en esta categoría y Almagro lo hacía después de disputar veinticuatro temporadas consecutivas en la divisional.

## Ascensos y descensos
| Promedios | Descendidos de la Primera B 1961 |
| --------- | -------------------------------- |
| 17.º      | Defensores de Belgrano           |
| 18.º      | El Porvenir                      |

| Posición | Ascendido de la Primera Amateur 1961 |
| -------- | ------------------------------------ |
| 1.º      | San Telmo                            |

| Posición | Ascendido a la Primera División 1962 |
| -------- | ------------------------------------ |
| 1.º      | Quilmes                              |

| Promedios | Descendidos de la Primera División 1961 |
| --------- | --------------------------------------- |
| 15.º      | Lanús                                   |
| 16.º      | Los Andes                               |

## Formato
Los dieciocho equipos participantes disputaron un torneo de 34 fechas todos contra todos.

### Ascensos
El equipo con más puntos fue el campeón, obteniendo el único ascenso directo a la Primera División.

### Descensos
Se elaboró una tabla de promedios, teniendo en cuenta las temporadas 1960, 1961 y 1962. Los equipos que finalizaron en los tres últimos lugares de dicha tabla descendieron a la Primera C.

## Equipos participantes
| Equipo              | Ciudad          |
| ------------------- | --------------- |
| All Boys            | Buenos Aires    |
| Almagro             | José Ingenieros |
| Banfield            | Banfield        |
| Central Córdoba (R) | Rosario         |
| Deportivo Español   | Buenos Aires    |
| Deportivo Morón     | Morón           |
| Dock Sud            | Dock Sud        |
| Excursionistas      | Buenos Aires    |
| Lanús               | Lanús           |
| Los Andes           | Lomas de Zamora |
| Newell’s Old Boys   | Rosario         |
| Nueva Chicago       | Buenos Aires    |
| Platense            | Buenos Aires    |
| San Telmo           | Isla Maciel     |
| Sarmiento (J)       | Junín           |
| Temperley           | Temperley       |
| Tigre               | Victoria        |
| Unión               | Santa Fe        |

### Distribución geográfica de los equipos
| Región                                   | Cant. | Equipos                                                                                      |
| ---------------------------------------- | ----- | -------------------------------------------------------------------------------------------- |
| Conurbano bonaerense                     | 9     | Almagro, Banfield, Deportivo Morón, Dock Sud, Lanús, Los Andes, San Telmo, Temperley y Tigre |
| Ciudad de Buenos Aires                   | 5     | All Boys, Deportivo Español, Excursionistas, Nueva Chicago y Platense                        |
| Provincia de Santa Fe                    | 3     | Central Córdoba (R), Newell’s Old Boys y Unión                                               |
| Interior de la provincia de Buenos Aires | 1     | Sarmiento (J)                                                                                |

## Tabla de posiciones
| Pos. | Equipo              | Pts. | PJ | PG | PE | PP | GF | GC | Dif. |
| ---- | ------------------- | ---- | -- | -- | -- | -- | -- | -- | ---- |
| 1.º  | Banfield            | 52   | 34 | 21 | 10 | 3  | 86 | 31 | 55   |
| 2.º  | Platense            | 43   | 34 | 16 | 11 | 7  | 76 | 53 | 23   |
| 3.º  | Deportivo Español   | 41   | 34 | 16 | 9  | 9  | 67 | 43 | 24   |
| 4.º  | Deportivo Morón     | 37   | 34 | 14 | 9  | 11 | 60 | 54 | 6    |
| 5.º  | Newell’s Old Boys   | 36   | 33 | 16 | 6  | 11 | 70 | 41 | 29   |
| 6.º  | Tigre               | 35   | 34 | 13 | 9  | 12 | 60 | 55 | 5    |
| 7.º  | Dock Sud            | 35   | 34 | 13 | 9  | 12 | 50 | 66 | −16  |
| 8.º  | Los Andes           | 34   | 34 | 12 | 10 | 12 | 58 | 54 | 4    |
| 9.º  | Unión               | 34   | 34 | 12 | 10 | 12 | 48 | 51 | −3   |
| 10.º | Sarmiento (J)       | 33   | 34 | 13 | 7  | 14 | 58 | 55 | 3    |
| 11.º | Temperley           | 33   | 34 | 9  | 15 | 10 | 48 | 53 | −5   |
| 12.º | Lanús               | 32   | 34 | 12 | 8  | 14 | 49 | 56 | −7   |
| 13.º | All Boys            | 32   | 34 | 14 | 4  | 16 | 58 | 79 | −21  |
| 14.º | San Telmo           | 31   | 34 | 10 | 11 | 13 | 50 | 68 | −18  |
| 15.º | Central Córdoba (R) | 30   | 34 | 11 | 8  | 15 | 48 | 53 | −5   |
| 16.º | Nueva Chicago       | 26   | 34 | 9  | 8  | 17 | 50 | 60 | −10  |
| 17.º | Almagro             | 24   | 34 | 7  | 10 | 17 | 43 | 65 | −22  |
| 18.º | Excursionistas      | 22   | 34 | 7  | 8  | 19 | 36 | 78 | −42  |

|  | Se consagró campeón y ascendió a la Primera División. |

| 1. |

## Tabla de descenso
| Pos  | Equipo              | Promedio | 1960 | 1961 | 1962 | Total | TJ |
| ---- | ------------------- | -------- | ---- | ---- | ---- | ----- | -- |
| 1.º  | Banfield            | 45,67    | 41   | 44   | 52   | 137   | 3  |
| 2.º  | Los Andes           | 43,00    | 52   | -    | 34   | 86    | 2  |
| 3.º  | Platense            | 40,00    | 36   | 41   | 43   | 120   | 3  |
| 4.º  | Tigre               | 38,00    | 44   | 35   | 35   | 114   | 3  |
| 5.º  | Deportivo Español   | 37,50    | -    | 34   | 41   | 75    | 2  |
| 6.º  | Newell’s Old Boys1  | 36,00    | -    | 36   | 36   | 72    | 2  |
| 7.º  | Nueva Chicago       | 36,00    | 38   | 44   | 26   | 108   | 3  |
| 8.º  | Deportivo Morón     | 35,67    | 40   | 30   | 37   | 107   | 3  |
| 9.º  | Unión               | 35,00    | 37   | 34   | 34   | 105   | 3  |
| 10.º | Dock Sud            | 33,00    | 29   | 35   | 35   | 99    | 3  |
| 11.º | Lanús               | 32,00    | -    | -    | 32   | 32    | 1  |
| 12.º | Sarmiento (J)       | 31,33    | 28   | 33   | 33   | 94    | 3  |
| 13.º | San Telmo           | 31,00    | -    | -    | 31   | 31    | 1  |
| 14.º | Temperley           | 30,67    | 29   | 30   | 33   | 92    | 3  |
| 15.º | Central Córdoba (R) | 30,33    | 28   | 33   | 30   | 91    | 3  |
| 16.º | All Boys            | 28,67    | 27   | 27   | 32   | 86    | 3  |
| 17.º | Almagro             | 26,67    | 32   | 24   | 24   | 80    | 3  |
| 18.º | Excursionistas      | 26,00    | 24   | 32   | 22   | 78    | 3  |

|  |                           |
|  | Descendió a la Primera C. |

## Resultados
Primera Rueda
| Fecha 1             | Fecha 1   | Fecha 1           | Fecha 1             | Fecha 1     | Fecha 1 |
| Local               | Resultado | Visitante         | Estadio             | Fecha       |         |
| ------------------- | --------- | ----------------- | ------------------- | ----------- | ------- |
| Excursionistas      | 0 - 7     | Deportivo Español | Ferro Carril Oeste  | 24 de marzo |         |
| Lanús               | -         | Newell's Old Boys | Lanús               | 24 de marzo |         |
| Los Andes           | 5 - 0     | All Boys          | Los Andes           | 24 de marzo |         |
| Sportivo Dock Sud   | 1 - 4     | San Telmo         | Sportivo Dock Sud   | 24 de marzo |         |
| Almagro             | 1 - 1     | Unión             | Almagro             | 24 de marzo |         |
| Deportivo Morón     | 3 - 2     | Temperley         | Deportivo Morón     | 24 de marzo |         |
| Tigre               | 4 - 2     | Platense          | River Plate         | 24 de marzo |         |
| Sarmiento           | 1 - 5     | Nueva Chicago     | Sarmiento           | 25 de marzo |         |
| Central Córdoba (R) | 2 - 3     | Banfield          | Central Córdoba (R) | 25 de marzo |         |

| Fecha 2           | Fecha 2   | Fecha 2             | Fecha 2             | Fecha 2     | Fecha 2 |
| Local             | Resultado | Visitante           | Estadio             | Fecha       |         |
| ----------------- | --------- | ------------------- | ------------------- | ----------- | ------- |
| Tigre             | 3 - 2     | Excursionistas      | Tigre               | 31 de marzo |         |
| Platense          | 0 - 6     | Central Córdoba (R) | Ferro Carril Oeste  | 31 de marzo |         |
| Banfield          | 5 - 3     | Deportivo Morón     | Banfield            | 31 de marzo |         |
| Temperley         | 2 - 2     | Almagro             | Temperley           | 31 de marzo |         |
| San Telmo         | 3 - 2     | Sarmiento           | San Telmo           | 31 de marzo |         |
| Nueva Chicago     | 1 - 0     | Los Andes           | Nueva Chicago       | 31 de marzo |         |
| All Boys          | 2 - 4     | Lanús               | Argentinos Juniors  | 31 de marzo |         |
| Newell's Old Boys | 5 - 1     | Deportivo Español   | Central Córdoba (R) | 31 de marzo |         |
| Unión             | 5 - 2     | Sportivo Dock Sud   | Unión               | 1 de abril  |         |

| Fecha 3             | Fecha 3   | Fecha 3           | Fecha 3             | Fecha 3     | Fecha 3 |
| Local               | Resultado | Visitante         | Estadio             | Fecha       |         |
| ------------------- | --------- | ----------------- | ------------------- | ----------- | ------- |
| Excursionistas      | 1 - 2     | Newell's Old Boys | Argentinos Juniors  | 14 de abril |         |
| Deportivo Español   | 2 - 0     | All Boys          | Huracán             | 14 de abril |         |
| Lanús               | 0 - 5     | Nueva Chicago     | Lanús               | 14 de abril |         |
| Los Andes           | 3 - 1     | San Telmo         | Los Andes           | 14 de abril |         |
| Sportivo Dock Sud   | 0 - 0     | Temperley         | Sportivo Dock Sud   | 14 de abril |         |
| Almagro             | 1 - 1     | Banfield          | Almagro             | 14 de abril |         |
| Deportivo Morón     | 3 - 0     | Platense          | Deportivo Morón     | 14 de abril |         |
| Central Córdoba (R) | 3 - 1     | Tigre             | Central Córdoba (R) | 14 de abril |         |
| Sarmiento           | 3 - 1     | Unión             | Sarmiento           | 15 de abril |         |

| Fecha 4             | Fecha 4   | Fecha 4           | Fecha 4             | Fecha 4     | Fecha 4 |
| Local               | Resultado | Visitante         | Estadio             | Fecha       |         |
| ------------------- | --------- | ----------------- | ------------------- | ----------- | ------- |
| Central Córdoba (R) | 5 - 1     | Excursionistas    | Central Córdoba (R) | 21 de abril |         |
| Tigre               | 3 - 0     | Deportivo Morón   | Tigre               | 21 de abril |         |
| Platense            | 5 - 1     | Almagro           | Platense            | 21 de abril |         |
| Banfield            | 3 - 0     | Sportivo Dock Sud | Banfield            | 21 de abril |         |
| Temperley           | 2 - 2     | Sarmiento         | Temperley           | 21 de abril |         |
| San Telmo           | 3 - 3     | Lanús             | San Telmo           | 21 de abril |         |
| Nueva Chicago       | 1 - 1     | Deportivo Español | Nueva Chicago       | 21 de abril |         |
| All Boys            | 0 - 0     | Newell's Old Boys | Argentinos Juniors  | 21 de abril |         |
| Unión               | 0 - 0     | Los Andes         | Unión               | 22 de abril |         |

| Fecha 5           | Fecha 5   | Fecha 5             | Fecha 5           | Fecha 5     | Fecha 5 |
| Local             | Resultado | Visitante           | Estadio           | Fecha       |         |
| ----------------- | --------- | ------------------- | ----------------- | ----------- | ------- |
| Excursionistas    | 3 - 2     | All Boys            | Excursionistas    | 28 de abril |         |
| Deportivo Español | 3 - 1     | San Telmo           | Huracán           | 28 de abril |         |
| Lanús             | 2 - 1     | Unión               | Lanús             | 28 de abril |         |
| Los Andes         | 0 - 0     | Temperley           | Los Andes         | 28 de abril |         |
| Sportivo Dock Sud | 3 - 1     | Platense            | Sportivo Dock Sud | 28 de abril |         |
| Almagro           | 2 - 2     | Tigre               | Almagro           | 28 de abril |         |
| Deportivo Morón   | 1 - 1     | Central Córdoba (R) | Deportivo Morón   | 28 de abril |         |
| Sarmiento         | 1 - 1     | Banfield            | Sarmiento         | 29 de abril |         |
| Newell's Old Boys | 4 - 0     | Nueva Chicago       | Newell's Old Boys | 29 de abril |         |

| Fecha 6             | Fecha 6   | Fecha 6           | Fecha 6             | Fecha 6   | Fecha 6 |
| Local               | Resultado | Visitante         | Estadio             | Fecha     |         |
| ------------------- | --------- | ----------------- | ------------------- | --------- | ------- |
| Deportivo Morón     | 3 - 0     | Excursionistas    | Deportivo Morón     | 5 de mayo |         |
| Central Córdoba (R) | 2 - 2     | Almagro           | Central Córdoba (R) | 5 de mayo |         |
| Tigre               | 4 - 1     | Sportivo Dock Sud | Tigre               | 5 de mayo |         |
| Platense            | 3 - 1     | Sarmiento         | Platense            | 5 de mayo |         |
| Banfield            | 2 - 2     | Los Andes         | Banfield            | 5 de mayo |         |
| Temperley           | 0 - 1     | Lanús             | Temperley           | 5 de mayo |         |
| San Telmo           | 1 - 5     | Newell's Old Boys | San Telmo           | 5 de mayo |         |
| Nueva Chicago       | 1 - 2     | All Boys          | Nueva Chicago       | 5 de mayo |         |
| Unión               | 0 - 5     | Deportivo Español | Unión               | 6 de mayo |         |

| Fecha 7           | Fecha 7   | Fecha 7             | Fecha 7           | Fecha 7    | Fecha 7 |
| Local             | Resultado | Visitante           | Estadio           | Fecha      |         |
| ----------------- | --------- | ------------------- | ----------------- | ---------- | ------- |
| Excursionistas    | 0 - 3     | Nueva Chicago       | Excursionistas    | 12 de mayo |         |
| All Boys          | 0 - 3     | San Telmo           | Nueva Chicago     | 12 de mayo |         |
| Newell's Old Boys | 1 - 0     | Unión               | Newell's Old Boys | 12 de mayo |         |
| Deportivo Español | 0 - 0     | Temperley           | Huracán           | 12 de mayo |         |
| Lanús             | 0 - 2     | Banfield            | Lanús             | 12 de mayo |         |
| Los Andes         | 1 - 4     | Platense            | Los Andes         | 12 de mayo |         |
| Sportivo Dock Sud | 2 - 2     | Central Córdoba (R) | Sportivo Dock Sud | 12 de mayo |         |
| Almagro           | 0 - 1     | Deportivo Morón     | Almagro           | 12 de mayo |         |
| Sarmiento         | 0 - 0     | Tigre               | Sarmiento         | 13 de mayo |         |

| Fecha 8             | Fecha 8   | Fecha 8           | Fecha 8             | Fecha 8    | Fecha 8 |
| Local               | Resultado | Visitante         | Estadio             | Fecha      |         |
| ------------------- | --------- | ----------------- | ------------------- | ---------- | ------- |
| Almagro             | 1 - 0     | Excursionistas    | Almagro             | 19 de mayo |         |
| Deportivo Morón     | 3 - 2     | Sportivo Dock Sud | Deportivo Morón     | 19 de mayo |         |
| Tigre               | 2 - 2     | Los Andes         | Tigre               | 19 de mayo |         |
| Platense            | 0 - 0     | Lanús             | Platense            | 19 de mayo |         |
| Banfield            | 3 - 1     | Deportivo Español | Banfield            | 19 de mayo |         |
| Temperley           | 0 - 1     | Newell's Old Boys | Temperley           | 19 de mayo |         |
| San Telmo           | 0 - 0     | Nueva Chicago     | San Telmo           | 19 de mayo |         |
| Central Córdoba (R) | 1 - 2     | Sarmiento         | Central Córdoba (R) | 20 de mayo |         |
| Unión               | 2 - 1     | All Boys          | Unión               | 20 de mayo |         |

| Fecha 9           | Fecha 9   | Fecha 9             | Fecha 9            | Fecha 9    | Fecha 9 |
| Local             | Resultado | Visitante           | Estadio            | Fecha      |         |
| ----------------- | --------- | ------------------- | ------------------ | ---------- | ------- |
| Excursionistas    | 1 - 1     | San Telmo           | Excursionistas     | 26 de mayo |         |
| Nueva Chicago     | 0 - 1     | Unión               | Nueva Chicago      | 26 de mayo |         |
| All Boys          | 3 - 2     | Temperley           | Argentinos Juniors | 26 de mayo |         |
| Newell's Old Boys | 0 - 0     | Banfield            | Newell's Old Boys  | 26 de mayo |         |
| Deportivo Español | 1 - 1     | Platense            | Huracán            | 26 de mayo |         |
| Lanús             | 2 - 1     | Tigre               | Lanús              | 26 de mayo |         |
| Los Andes         | 1 - 1     | Central Córdoba (R) | Los Andes          | 26 de mayo |         |
| Sportivo Dock Sud | 0 - 1     | Almagro             | Sportivo Dock Sud  | 26 de mayo |         |
| Sarmiento         | 1 - 0     | Deportivo Morón     | Sarmiento          | 27 de mayo |         |

| Fecha 10            | Fecha 10  | Fecha 10          | Fecha 10            | Fecha 10   | Fecha 10 |
| Local               | Resultado | Visitante         | Estadio             | Fecha      |          |
| ------------------- | --------- | ----------------- | ------------------- | ---------- | -------- |
| Sportivo Dock Sud   | 1 - 2     | Excursionistas    | Sportivo Dock Sud   | 2 de junio |          |
| Almagro             | 1 - 1     | Sarmiento         | Almagro             | 2 de junio |          |
| Deportivo Morón     | 1 - 4     | Los Andes         | Deportivo Morón     | 2 de junio |          |
| Central Córdoba (R) | 0 - 1     | Lanús             | Central Córdoba (R) | 2 de junio |          |
| Tigre               | 2 - 1     | Deportivo Español | Tigre               | 2 de junio |          |
| Platense            | 4 - 0     | Newell's Old Boys | Platense            | 2 de junio |          |
| Banfield            | 8 - 0     | All Boys          | Banfield            | 2 de junio |          |
| Temperley           | 1 - 0     | Nueva Chicago     | Temperley           | 2 de junio |          |
| Unión               | 3 - 0     | San Telmo         | Unión               | 3 de junio |          |

| Fecha 11          | Fecha 11  | Fecha 11            | Fecha 11           | Fecha 11    | Fecha 11 |
| Local             | Resultado | Visitante           | Estadio            | Fecha       |          |
| ----------------- | --------- | ------------------- | ------------------ | ----------- | -------- |
| Excursionistas    | 0 - 0     | Unión               | Excursionistas     | 9 de junio  |          |
| San Telmo         | 3 - 3     | Temperley           | San Telmo          | 9 de junio  |          |
| Nueva Chicago     | 1 - 4     | Banfield            | Nueva Chicago      | 9 de junio  |          |
| All Boys          | 2 - 4     | Platense            | Argentinos Juniors | 9 de junio  |          |
| Deportivo Español | 4 - 0     | Central Córdoba (R) | Huracán            | 9 de junio  |          |
| Lanús             | 2 - 2     | Deportivo Morón     | Lanús              | 9 de junio  |          |
| Los Andes         | 6 - 1     | Almagro             | Los Andes          | 9 de junio  |          |
| Newell's Old Boys | 1 - 1     | Tigre               | Newell's Old Boys  | 10 de junio |          |
| Sarmiento         | 1 - 1     | Sportivo Dock Sud   | Sarmiento          | 10 de junio |          |

| Fecha 12            | Fecha 12  | Fecha 12          | Fecha 12            | Fecha 12    | Fecha 12 |
| Local               | Resultado | Visitante         | Estadio             | Fecha       |          |
| ------------------- | --------- | ----------------- | ------------------- | ----------- | -------- |
| Sportivo Dock Sud   | 1 - 3     | Los Andes         | Sportivo Dock Sud   | 16 de junio |          |
| Almagro             | 3 - 1     | Lanús             | Almagro             | 16 de junio |          |
| Deportivo Morón     | 1 - 0     | Deportivo Español | Deportivo Morón     | 16 de junio |          |
| Central Córdoba (R) | 2 - 1     | Newell's Old Boys | Central Córdoba (R) | 16 de junio |          |
| Tigre               | 2 - 0     | All Boys          | Tigre               | 16 de junio |          |
| Platense            | 5 - 2     | Nueva Chicago     | Platense            | 16 de junio |          |
| Banfield            | 2 - 0     | San Telmo         | Banfield            | 16 de junio |          |
| Temperley           | 2 - 2     | Unión             | Temperley           | 16 de junio |          |
| Sarmiento           | 2 - 0     | Excursionistas    | Sarmiento           | 17 de junio |          |

| Fecha 13          | Fecha 13  | Fecha 13            | Fecha 13           | Fecha 13    | Fecha 13 |
| Local             | Resultado | Visitante           | Estadio            | Fecha       |          |
| ----------------- | --------- | ------------------- | ------------------ | ----------- | -------- |
| Excursionistas    | 1 - 1     | Temperley           | Excursionistas     | 23 de junio |          |
| San Telmo         | 2 - 1     | Platense            | San Telmo          | 23 de junio |          |
| Nueva Chicago     | 1 - 1     | Tigre               | Nueva Chicago      | 23 de junio |          |
| All Boys          | 4 - 2     | Central Córdoba (R) | Argentinos Juniors | 23 de junio |          |
| Newell's Old Boys | 2 - 0     | Deportivo Morón     | Newell's Old Boys  | 23 de junio |          |
| Deportivo Español | 3 - 0     | Almagro             | Huracán            | 23 de junio |          |
| Lanús             | 0 - 2     | Sportivo Dock Sud   | Lanús              | 23 de junio |          |
| Los Andes         | 1 - 3     | Sarmiento           | Los Andes          | 23 de junio |          |
| Unión             | 0 - 1     | Banfield            | Unión              | 24 de junio |          |

| Fecha 14            | Fecha 14  | Fecha 14          | Fecha 14            | Fecha 14    | Fecha 14 |
| Local               | Resultado | Visitante         | Estadio             | Fecha       |          |
| ------------------- | --------- | ----------------- | ------------------- | ----------- | -------- |
| Los Andes           | 1 - 1     | Excursionistas    | Los Andes           | 30 de junio |          |
| Sportivo Dock Sud   | 2 - 1     | Deportivo Español | Sportivo Dock Sud   | 30 de junio |          |
| Almagro             | 1 - 3     | Newell's Old Boys | Almagro             | 30 de junio |          |
| Deportivo Morón     | 7 - 0     | All Boys          | Deportivo Morón     | 30 de junio |          |
| Central Córdoba (R) | 0 - 1     | Nueva Chicago     | Central Córdoba (R) | 30 de junio |          |
| Tigre               | 2 - 3     | San Telmo         | Tigre               | 30 de junio |          |
| Platense            | 2 - 1     | Unión             | Platense            | 30 de junio |          |
| Banfield            | 5 - 1     | Temperley         | Banfield            | 30 de junio |          |
| Sarmiento           | 1 - 2     | Lanús             | Sarmiento           | 1 de julio  |          |

| Fecha 15          | Fecha 15  | Fecha 15            | Fecha 15           | Fecha 15   | Fecha 15 |
| Local             | Resultado | Visitante           | Estadio            | Fecha      |          |
| ----------------- | --------- | ------------------- | ------------------ | ---------- | -------- |
| Excursionistas    | 1 - 5     | Banfield            | Excursionistas     | 7 de julio |          |
| Temperley         | 1 - 2     | Platense            | Temperley          | 7 de julio |          |
| San Telmo         | 2 - 0     | Central Córdoba (R) | San Telmo          | 7 de julio |          |
| Nueva Chicago     | 4 - 3     | Deportivo Morón     | Nueva Chicago      | 7 de julio |          |
| All Boys          | 4 - 5     | Almagro             | Argentinos Juniors | 7 de julio |          |
| Deportivo Español | 1 - 1     | Sarmiento           | Huracán            | 7 de julio |          |
| Lanús             | 0 - 0     | Los Andes           | Lanús              | 7 de julio |          |
| Unión             | 4 - 2     | Tigre               | Unión              | 8 de julio |          |
| Newell's Old Boys | 8 - 1     | Sportivo Dock Sud   | Newell's Old Boys  | 8 de julio |          |

| Fecha 16            | Fecha 16  | Fecha 16          | Fecha 16            | Fecha 16    | Fecha 16 |
| Local               | Resultado | Visitante         | Estadio             | Fecha       |          |
| ------------------- | --------- | ----------------- | ------------------- | ----------- | -------- |
| Lanús               | 5 - 0     | Excursionistas    | Lanús               | 14 de julio |          |
| Los Andes           | 2 - 2     | Deportivo Español | Los Andes           | 14 de julio |          |
| Sportivo Dock Sud   | 1 - 1     | All Boys          | Sportivo Dock Sud   | 14 de julio |          |
| Almagro             | 3 - 0     | Nueva Chicago     | Almagro             | 14 de julio |          |
| Deportivo Morón     | 1 - 2     | San Telmo         | Deportivo Morón     | 14 de julio |          |
| Central Córdoba (R) | 0 - 1     | Unión             | Central Córdoba (R) | 14 de julio |          |
| Tigre               | 0 - 1     | Temperley         | Tigre               | 14 de julio |          |
| Platense            | 1 - 1     | Banfield          | Platense            | 14 de julio |          |
| Sarmiento           | 1 - 0     | Newell's Old Boys | Sarmiento           | 15 de julio |          |

| Fecha 17          | Fecha 17  | Fecha 17            | Fecha 17           | Fecha 17    | Fecha 17 |
| Local             | Resultado | Visitante           | Estadio            | Fecha       |          |
| ----------------- | --------- | ------------------- | ------------------ | ----------- | -------- |
| Excursionistas    | 0 - 3     | Platense            | Excursionistas     | 21 de julio |          |
| Banfield          | 2 - 0     | Tigre               | Banfield           | 21 de julio |          |
| Temperley         | 1 - 0     | Central Córdoba (R) | Temperley          | 21 de julio |          |
| San Telmo         | 0 - 0     | Almagro             | San Telmo          | 21 de julio |          |
| Nueva Chicago     | 1 - 1     | Sportivo Dock Sud   | Nueva Chicago      | 21 de julio |          |
| All Boys          | 2 - 1     | Sarmiento           | Argentinos Juniors | 21 de julio |          |
| Newell's Old Boys | 2 - 0     | Los Andes           | Newell's Old Boys  | 21 de julio |          |
| Deportivo Español | 3 - 1     | Lanús               | Huracán            | 21 de julio |          |
| Unión             | 3 - 6     | Deportivo Morón     | Unión              | 22 de julio |          |

Segunda Rueda
| Fecha 18          | Fecha 18  | Fecha 18            | Fecha 18           | Fecha 18    | Fecha 18 |
| Local             | Resultado | Visitante           | Estadio            | Fecha       |          |
| ----------------- | --------- | ------------------- | ------------------ | ----------- | -------- |
| Deportivo Español | 1 - 0     | Excursionistas      | Huracán            | 28 de julio |          |
| All Boys          | 3 - 3     | Los Andes           | Argentinos Juniors | 28 de julio |          |
| Nueva Chicago     | 3 - 1     | Sarmiento           | Nueva Chicago      | 28 de julio |          |
| San Telmo         | 2 - 3     | Sportivo Dock Sud   | San Telmo          | 28 de julio |          |
| Temperley         | 0 - 0     | Deportivo Morón     | Temperley          | 28 de julio |          |
| Banfield          | 1 - 1     | Central Córdoba (R) | Banfield           | 28 de julio |          |
| Platense          | 1 - 1     | Tigre               | Platense           | 28 de julio |          |
| Newell's Old Boys | 4 - 2     | Lanús               | Newell's Old Boys  | 29 de julio |          |
| Unión             | 3 - 1     | Almagro             | Unión              | 29 de julio |          |

| Fecha 19            | Fecha 19  | Fecha 19          | Fecha 19            | Fecha 19    | Fecha 19 |
| Local               | Resultado | Visitante         | Estadio             | Fecha       |          |
| ------------------- | --------- | ----------------- | ------------------- | ----------- | -------- |
| Excursionistas      | 1 - 3     | Tigre             | Excursionistas      | 4 de agosto |          |
| Central Córdoba (R) | 0 - 0     | Platense          | Central Córdoba (R) | 4 de agosto |          |
| Deportivo Morón     | 1 - 1     | Banfield          | Deportivo Morón     | 4 de agosto |          |
| Almagro             | 0 - 2     | Temperley         | Almagro             | 4 de agosto |          |
| Sportivo Dock Sud   | 0 - 0     | Unión             | Sportivo Dock Sud   | 4 de agosto |          |
| Los Andes           | 3 - 2     | Nueva Chicago     | Los Andes           | 4 de agosto |          |
| Lanús               | 1 - 2     | All Boys          | Lanús               | 4 de agosto |          |
| Deportivo Español   | 2 - 1     | Newell's Old Boys | Deportivo Español   | 4 de agosto |          |
| Sarmiento           | 2 - 0     | San Telmo         | Sarmiento           | 5 de agosto |          |

| Fecha 20          | Fecha 20  | Fecha 20            | Fecha 20           | Fecha 20     | Fecha 20 |
| Local             | Resultado | Visitante           | Estadio            | Fecha        |          |
| ----------------- | --------- | ------------------- | ------------------ | ------------ | -------- |
| Newell's Old Boys | 4 - 0     | Excursionistas      | Newell's Old Boys  | 12 de agosto |          |
| All Boys          | 4 - 2     | Deportivo Español   | Argentinos Juniors | 18 de agosto |          |
| Nueva Chicago     | 2 - 2     | Lanús               | Nueva Chicago      | 18 de agosto |          |
| San Telmo         | 0 - 2     | Los Andes           | San Telmo          | 18 de agosto |          |
| Temperley         | 2 - 2     | Sportivo Dock Sud   | Temperley          | 18 de agosto |          |
| Banfield          | 1 - 1     | Almagro             | Banfield           | 18 de agosto |          |
| Platense          | 2 - 2     | Deportivo Morón     | Platense           | 18 de agosto |          |
| Tigre             | 5 - 1     | Central Córdoba (R) | Tigre              | 18 de agosto |          |
| Unión             | 3 - 2     | Sarmiento           | Unión              | 19 de agosto |          |

| Fecha 21          | Fecha 21  | Fecha 21            | Fecha 21          | Fecha 21     | Fecha 21 |
| Local             | Resultado | Visitante           | Estadio           | Fecha        |          |
| ----------------- | --------- | ------------------- | ----------------- | ------------ | -------- |
| Excursionistas    | 0 - 0     | Central Córdoba (R) | Excursionistas    | 25 de agosto |          |
| Deportivo Morón   | 1 - 2     | Tigre               | Deportivo Morón   | 25 de agosto |          |
| Almagro           | 1 - 2     | Platense            | Almagro           | 25 de agosto |          |
| Sportivo Dock Sud | 2 - 1     | Banfield            | Sportivo Dock Sud | 25 de agosto |          |
| Los Andes         | 0 - 2     | Unión               | Los Andes         | 25 de agosto |          |
| Lanús             | 0 - 0     | San Telmo           | Lanús             | 25 de agosto |          |
| Deportivo Español | 3 - 1     | Nueva Chicago       | Huracán           | 25 de agosto |          |
| Sarmiento         | 4 - 0     | Temperley           | Sarmiento         | 26 de agosto |          |
| Newell's Old Boys | 0 - 1     | All Boys            | Newell's Old Boys | 26 de agosto |          |

| Fecha 22            | Fecha 22  | Fecha 22          | Fecha 22            | Fecha 22        | Fecha 22 |
| Local               | Resultado | Visitante         | Estadio             | Fecha           |          |
| ------------------- | --------- | ----------------- | ------------------- | --------------- | -------- |
| All Boys            | 4 - 1     | Excursionistas    | Argentinos Juniors  | 1 de septiembre |          |
| Nueva Chicago       | 1 - 2     | Newell's Old Boys | Nueva Chicago       | 1 de septiembre |          |
| San Telmo           | 1 - 1     | Deportivo Español | San Telmo           | 1 de septiembre |          |
| Temperley           | 1 - 2     | Los Andes         | Temperley           | 1 de septiembre |          |
| Banfield            | 5 - 0     | Sarmiento         | Banfield            | 1 de septiembre |          |
| Platense            | 6 - 0     | Sportivo Dock Sud | Platense            | 1 de septiembre |          |
| Tigre               | 4 - 0     | Almagro           | Tigre               | 1 de septiembre |          |
| Central Córdoba (R) | 3 - 0     | Deportivo Morón   | Central Córdoba (R) | 1 de septiembre |          |
| Unión               | 1 - 1     | Lanús             | Unión               | 2 de septiembre |          |

| Fecha 23          | Fecha 23  | Fecha 23            | Fecha 23           | Fecha 23        | Fecha 23 |
| Local             | Resultado | Visitante           | Estadio            | Fecha           |          |
| ----------------- | --------- | ------------------- | ------------------ | --------------- | -------- |
| Excursionistas    | 2 - 2     | Deportivo Morón     | Excursionistas     | 8 de septiembre |          |
| Almagro           | 1 - 2     | Central Córdoba (R) | Almagro            | 8 de septiembre |          |
| Sportivo Dock Sud | 1 - 0     | Tigre               | Sportivo Dock Sud  | 8 de septiembre |          |
| Los Andes         | 2 - 0     | Banfield            | Los Andes          | 8 de septiembre |          |
| Lanús             | 3 - 1     | Temperley           | Lanús              | 8 de septiembre |          |
| Deportivo Español | 3 - 1     | Unión               | Huracán            | 8 de septiembre |          |
| Newell's Old Boys | 5 - 1     | San Telmo           | Newell's Old Boys  | 8 de septiembre |          |
| All Boys          | 3 - 1     | Nueva Chicago       | Argentinos Juniors | 8 de septiembre |          |
| Sarmiento         | 1 - 2     | Platense            | Sarmiento          | 9 de septiembre |          |

| Fecha 24            | Fecha 24  | Fecha 24          | Fecha 24            | Fecha 24         | Fecha 24 |
| Local               | Resultado | Visitante         | Estadio             | Fecha            |          |
| ------------------- | --------- | ----------------- | ------------------- | ---------------- | -------- |
| Central Córdoba (R) | 1 - 4     | Sportivo Dock Sud | Central Córdoba (R) | 16 de septiembre |          |
| Nueva Chicago       | 1 - 3     | Excursionistas    | Nueva Chicago       | 29 de septiembre |          |
| San Telmo           | 1 - 4     | All Boys          | San Telmo           | 29 de septiembre |          |
| Temperley           | 2 - 2     | Deportivo Español | Temperley           | 29 de septiembre |          |
| Banfield            | 4 - 0     | Lanús             | Banfield            | 29 de septiembre |          |
| Platense            | 3 - 1     | Los Andes         | Platense            | 29 de septiembre |          |
| Tigre               | 5 - 4     | Sarmiento         | Tigre               | 29 de septiembre |          |
| Deportivo Morón     | 2 - 1     | Almagro           | Deportivo Morón     | 29 de septiembre |          |
| Unión               | 1 - 1     | Newell's Old Boys | Unión               | 30 de septiembre |          |

| Fecha 25          | Fecha 25  | Fecha 25            | Fecha 25           | Fecha 25     | Fecha 25 |
| Local             | Resultado | Visitante           | Estadio            | Fecha        |          |
| ----------------- | --------- | ------------------- | ------------------ | ------------ | -------- |
| Excursionistas    | 3 - 1     | Almagro             | Excursionistas     | 6 de octubre |          |
| Sportivo Dock Sud | 1 - 1     | Deportivo Morón     | Sportivo Dock Sud  | 6 de octubre |          |
| Los Andes         | 1 - 0     | Tigre               | Los Andes          | 6 de octubre |          |
| Lanús             | 2 - 2     | Platense            | Lanús              | 6 de octubre |          |
| Deportivo Español | 0 - 1     | Banfield            | Huracán            | 6 de octubre |          |
| Newell's Old Boys | 5 - 0     | Temperley           | Newell's Old Boys  | 6 de octubre |          |
| All Boys          | 1 - 0     | Unión               | Argentinos Juniors | 6 de octubre |          |
| Nueva Chicago     | 0 - 2     | San Telmo           | Nueva Chicago      | 6 de octubre |          |
| Sarmiento         | 1 - 0     | Central Córdoba (R) | Sarmiento          | 7 de octubre |          |

| Fecha 26            | Fecha 26  | Fecha 26          | Fecha 26            | Fecha 26      | Fecha 26 |
| Local               | Resultado | Visitante         | Estadio             | Fecha         |          |
| ------------------- | --------- | ----------------- | ------------------- | ------------- | -------- |
| San Telmo           | 1 - 1     | Excursionistas    | San Telmo           | 13 de octubre |          |
| Temperley           | 3 - 0     | All Boys          | Temperley           | 13 de octubre |          |
| Banfield            | 2 - 0     | Newell's Old Boys | Banfield            | 13 de octubre |          |
| Platense            | 1 - 2     | Deportivo Español | Platense            | 13 de octubre |          |
| Tigre               | 2 - 1     | Lanús             | Tigre               | 13 de octubre |          |
| Central Córdoba (R) | 2 - 0     | Los Andes         | Central Córdoba (R) | 13 de octubre |          |
| Deportivo Morón     | 2 - 1     | Sarmiento         | Deportivo Morón     | 13 de octubre |          |
| Almagro             | 1 - 2     | Sportivo Dock Sud | Almagro             | 13 de octubre |          |
| Unión               | 1 - 0     | Nueva Chicago     | Unión               | 14 de octubre |          |

| Fecha 27          | Fecha 27  | Fecha 27            | Fecha 27           | Fecha 27      | Fecha 27 |
| Local             | Resultado | Visitante           | Estadio            | Fecha         |          |
| ----------------- | --------- | ------------------- | ------------------ | ------------- | -------- |
| Excursionistas    | 0 - 0     | Sportivo Dock Sud   | Excursionistas     | 20 de octubre |          |
| Los Andes         | 0 - 0     | Deportivo Morón     | Los Andes          | 20 de octubre |          |
| Lanús             | 0 - 1     | Central Córdoba (R) | Lanús              | 20 de octubre |          |
| Deportivo Español | 0 - 0     | Tigre               | Huracán            | 20 de octubre |          |
| Newell's Old Boys | 1 - 3     | Platense            | Newell's Old Boys  | 20 de octubre |          |
| All Boys          | 0 - 1     | Banfield            | Argentinos Juniors | 20 de octubre |          |
| Nueva Chicago     | 1 - 1     | Temperley           | Nueva Chicago      | 20 de octubre |          |
| San Telmo         | 1 - 0     | Unión               | San Telmo          | 20 de octubre |          |
| Sarmiento         | 3 - 2     | Almagro             | Sarmiento          | 21 de octubre |          |

| Fecha 28            | Fecha 28  | Fecha 28          | Fecha 28            | Fecha 28      | Fecha 28 |
| Local               | Resultado | Visitante         | Estadio             | Fecha         |          |
| ------------------- | --------- | ----------------- | ------------------- | ------------- | -------- |
| Temperley           | 3 - 3     | San Telmo         | Temperley           | 27 de octubre |          |
| Banfield            | 3 - 1     | Nueva Chicago     | Banfield            | 27 de octubre |          |
| Platense            | 1 - 1     | All Boys          | Platense            | 27 de octubre |          |
| Tigre               | 0 - 0     | Newell's Old Boys | Tigre               | 27 de octubre |          |
| Deportivo Morón     | 3 - 1     | Lanús             | Deportivo Morón     | 27 de octubre |          |
| Almagro             | 2 - 1     | Los Andes         | Almagro             | 27 de octubre |          |
| Sportivo Dock Sud   | 2 - 0     | Sarmiento         | Sportivo Dock Sud   | 27 de octubre |          |
| Unión               | 2 - 1     | Excursionistas    | Unión               | 28 de octubre |          |
| Central Córdoba (R) | 1 - 2     | Deportivo Español | Central Córdoba (R) | 28 de octubre |          |

| Fecha 29          | Fecha 29  | Fecha 29            | Fecha 29           | Fecha 29       | Fecha 29 |
| Local             | Resultado | Visitante           | Estadio            | Fecha          |          |
| ----------------- | --------- | ------------------- | ------------------ | -------------- | -------- |
| Excursionistas    | 3 - 0     | Sarmiento           | Excursionistas     | 3 de noviembre |          |
| Los Andes         | 1 - 0     | Sportivo Dock Sud   | Los Andes          | 3 de noviembre |          |
| Lanús             | 2 - 0     | Almagro             | Lanús              | 3 de noviembre |          |
| Deportivo Español | 2 - 3     | Deportivo Morón     | Huracán            | 3 de noviembre |          |
| Newell's Old Boys | 2 - 3     | Central Córdoba (R) | Newell's Old Boys  | 3 de noviembre |          |
| All Boys          | 6 - 2     | Tigre               | Argentinos Juniors | 3 de noviembre |          |
| Nueva Chicago     | 1 - 1     | Platense            | Nueva Chicago      | 3 de noviembre |          |
| San Telmo         | 2 - 2     | Banfield            | San Telmo          | 3 de noviembre |          |
| Unión             | 1 - 3     | Temperley           | Unión              | 3 de noviembre |          |

| Fecha 30            | Fecha 30  | Fecha 30          | Fecha 30            | Fecha 30        | Fecha 30 |
| Local               | Resultado | Visitante         | Estadio             | Fecha           |          |
| ------------------- | --------- | ----------------- | ------------------- | --------------- | -------- |
| Sarmiento           | 6 - 2     | Los Andes         | Sarmiento           | 9 de noviembre  |          |
| Temperley           | 3 - 1     | Excursionistas    | Temperley           | 10 de noviembre |          |
| Banfield            | 3 - 0     | Unión             | Banfield            | 10 de noviembre |          |
| Platense            | 5 - 2     | San Telmo         | Platense            | 10 de noviembre |          |
| Tigre               | 2 - 4     | Nueva Chicago     | Tigre               | 10 de noviembre |          |
| Central Córdoba (R) | 2 - 1     | All Boys          | Central Córdoba (R) | 10 de noviembre |          |
| Deportivo Morón     | 2 - 1     | Newell's Old Boys | Deportivo Morón     | 10 de noviembre |          |
| Almagro             | 0 - 0     | Deportivo Español | Almagro             | 10 de noviembre |          |
| Sportivo Dock Sud   | 2 - 1     | Lanús             | Sportivo Dock Sud   | 10 de noviembre |          |

| Fecha 31          | Fecha 31  | Fecha 31            | Fecha 31           | Fecha 31        | Fecha 31 |
| Local             | Resultado | Visitante           | Estadio            | Fecha           |          |
| ----------------- | --------- | ------------------- | ------------------ | --------------- | -------- |
| Excursionistas    | 2 - 0     | Los Andes           | Excursionistas     | 17 de noviembre |          |
| Lanús             | 2 - 0     | Sarmiento           | Lanús              | 17 de noviembre |          |
| Deportivo Español | 6 - 0     | Sportivo Dock Sud   | Huracán            | 17 de noviembre |          |
| Newell's Old Boys | 2 - 1     | Almagro             | Newell's Old Boys  | 17 de noviembre |          |
| All Boys          | 2 - 0     | Deportivo Morón     | Argentinos Juniors | 17 de noviembre |          |
| Nueva Chicago     | 4 - 0     | Central Córdoba (R) | Nueva Chicago      | 17 de noviembre |          |
| San Telmo         | 1 - 1     | Tigre               | San Telmo          | 17 de noviembre |          |
| Temperley         | 2 - 2     | Banfield            | Temperley          | 17 de noviembre |          |
| Unión             | 2 - 2     | Platense            | Unión              | 21 de noviembre |          |

| Fecha 32            | Fecha 32  | Fecha 32          | Fecha 32            | Fecha 32        | Fecha 32 |
| Local               | Resultado | Visitante         | Estadio             | Fecha           |          |
| ------------------- | --------- | ----------------- | ------------------- | --------------- | -------- |
| Banfield            | 5 - 1     | Excursionistas    | Banfield            | 24 de noviembre |          |
| Platense            | 1 - 1     | Temperley         | Platense            | 24 de noviembre |          |
| Tigre               | 1 - 3     | Unión             | Tigre               | 24 de noviembre |          |
| Central Córdoba (R) | 2 - 1     | San Telmo         | Central Córdoba (R) | 24 de noviembre |          |
| Deportivo Morón     | 1 - 0     | Nueva Chicago     | Deportivo Morón     | 24 de noviembre |          |
| Almagro             | 1 - 2     | All Boys          | Almagro             | 24 de noviembre |          |
| Sportivo Dock Sud   | 3 - 2     | Newell's Old Boys | Sportivo Dock Sud   | 24 de noviembre |          |
| Sarmiento           | 4 - 0     | Deportivo Español | Sarmiento           | 24 de noviembre |          |
| Los Andes           | 1 - 4     | Lanús             | Los Andes           | 24 de noviembre |          |

| Fecha 33          | Fecha 33  | Fecha 33            | Fecha 33           | Fecha 33        | Fecha 33 |
| Local             | Resultado | Visitante           | Estadio            | Fecha           |          |
| ----------------- | --------- | ------------------- | ------------------ | --------------- | -------- |
| Newell's Old Boys | 0 - 0     | Sarmiento           | Newell's Old Boys  | 30 de noviembre |          |
| Excursionistas    | 4 - 2     | Lanús               | Excursionistas     | 1 de diciembre  |          |
| Deportivo Español | 3 - 2     | Los Andes           | Huracán            | 1 de diciembre  |          |
| All Boys          | 1 - 3     | Sportivo Dock Sud   | Argentinos Juniors | 1 de diciembre  |          |
| Nueva Chicago     | 1 - 1     | Almagro             | Nueva Chicago      | 1 de diciembre  |          |
| San Telmo         | 2 - 0     | Deportivo Morón     | San Telmo          | 1 de diciembre  |          |
| Unión             | 1 - 1     | Central Córdoba (R) | Unión              | 1 de diciembre  |          |
| Temperley         | 3 - 0     | Tigre               | Temperley          | 1 de diciembre  |          |
| Banfield          | 6 - 2     | Platense            | Banfield           | 1 de diciembre  |          |

| Fecha 34            | Fecha 34  | Fecha 34          | Fecha 34            | Fecha 34       | Fecha 34 |
| Local               | Resultado | Visitante         | Estadio             | Fecha          |          |
| ------------------- | --------- | ----------------- | ------------------- | -------------- | -------- |
| Platense            | 4 - 0     | Excursionistas    | Platense            | 7 de diciembre |          |
| Central Córdoba (R) | 1 - 2     | Temperley         | Central Córdoba (R) | 7 de diciembre |          |
| Sarmiento           | 5 - 0     | All Boys          | Sarmiento           | 7 de diciembre |          |
| Tigre               | 2 - 0     | Banfield          | Tigre               | 8 de diciembre |          |
| Almagro             | 4 - 1     | San Telmo         | Almagro             | 8 de diciembre |          |
| Deportivo Morón     | 2 - 2     | Unión             | Deportivo Morón     | 8 de diciembre |          |
| Sportivo Dock Sud   | 4 - 1     | Nueva Chicago     | Sportivo Dock Sud   | 8 de diciembre |          |
| Los Andes           | 6 - 2     | Newell's Old Boys | Los Andes           | 8 de diciembre |          |
| Lanús               | 1 - 2     | Deportivo Español | Lanús               | 8 de diciembre |          |

| 1. 2. 3. |

## Goleadores
| Jugador                 | Equipo            | Goles |
| ----------------------- | ----------------- | ----- |
| José María Ferrero      | Newell's Old Boys | 27    |
| Roberto Zárate          | Banfield          | 24    |
| Carlos Salvador Bilardo | Deportivo Español | 23    |
| Héctor Scandoli         | Platense          | 23    |
| Orlando Garro           | Platense          | 22    |
| Ricardo Mallo           | Deportivo Español | 21    |